# Краснознаменский (Брянская область)
Краснознаменский — посёлок в Почепском районе Брянской области в составе Бакланского сельского поселения.

## География
Находится в центральной части Брянской области на расстоянии приблизительно 21 км на юго-запад по прямой от районного центра города Почеп.

## История
Упоминается с 1920-х годов. До Великой Отечественной войны преобладало украинское население. На карте 1941 года был также отмечен.

## Население
Численность населения: 77 человек (1926 год), 8 (русские 100 %) в 2002 году, 5 в 2010.